# Mahagaon, Gulbarga
Mahagaon là một làng thuộc tehsil Gulbarga, huyện Gulbarga, bang Karnataka, Ấn Độ.